# Classe Type 1936A
La classe Type 1936A est une classe de 15 destroyers de la Kriegsmarine construite entre 1938 et 1940. Elle est aussi connue sous le nom de classe Narvik. Tous les navires ont été construits au chantier naval Deutsche Schiff- und Maschinenbau AG de Brême, sauf les Z37, 38 et 39 qui ont été construits à l'Arsenal Germania de Kiel.

Les classes de destroyers allemands (en allemand Flottentorpedoboot) ont été généralement connus par l'année de leur conception. Les destroyers de classe Narvik ne sont connus que par leur numéro de coque.

## Conception
En termes d'armement, ils étaient plus proches des croiseurs légers que des destroyers classiques. L'utilisation du canon naval de 150 mm est atypique. La conception terminale avait prévue de les doter d'une tourelle double, mais comme ces tourelles ne furent pas prêtes à temps seuls les derniers reçurent cette tourelle.
Les huit premiers navires de la classe Type 1936A, numérotés de Z23 à Z30 ont été mis en chantier entre 1938 et 1940. Les sept autres destroyers numérotés de Z31 à Z39 ont été classés comme Type 1936A (Mob) et ont été mis en chantier en 1940 et 1941. Ils étaient légèrement plus grands et ont bénéficié de quelques modifications internes (y compris les moteurs qui ont causé moins de problèmes que leurs prédécesseurs) et les délais de construction ont été raccourcis

## Les unités
Type 1936A :
| Nom  | Quille           | Lancement         | Sort |
| ---- | ---------------- | ----------------- | --- |
| Z 23 | 15 novembre 1938 | 15 septembre 1940 | Endommagé le 12 août 1944 et mis hors service. Capturé par la France après guerre et rebaptisé Léopard. Démantelé en 1951.                                 |
| Z 24 | 2 janvier 1939   | 26 octobre 1940   | Coulé le 25 août 1944 par des bombardiers britanniques. |
| Z 25 | 15 février 1939  | 30 novembre 1940  | Pris par la France après la guerre et rebaptisé Hoche. Démantelé en 1958.                                                                                  |
| Z 26 | 1er avril 1939   | 11 janvier 1941   | Coulé par le croiseur britannique HMS Trinidad et le destroyer HMS Eclipse le 29 mars 1942 dans la mer de Barents en attaquant le convoi PQ 13.            |
| Z 27 | 27 décembre 1939 | 26 février 1941   | Coulé par les croiseurs britanniques HMS Glasgow et HMS Enterprise le 28 décembre 1943 dans le Golfe de Gascogne.                                          |
| Z 28 | 30 octobre 1939  | 9 août 1941       | Coulé par bombardiers britanniques le 3 mars 1945 à Sassnitz en mer Baltique.                                                                              |
| Z 29 | 21 mars 1940     | 25 juin 1941      | Pris par le Royaume-Uni après la guerre et donné aux États-Unis. Sabordé en raison de son mauvais état par l'US Navy le 16 décembre 1946, près du Jutland. |
| Z 30 | 15 avril 1940    | 15 novembre 1941  | Pris par la Norvège après la guerre et donné au Royaume-Uni. Utilisé comme navire-cible et abandonné en 1949.                                              |

Type 1936A (Mob) :
| Nom  | Quille             | Lancement         | Sort |
| ---- | ------------------ | ----------------- | --- |
| Z 31 | 1er septembre 1940 | 11 avril 1942     | N'a jamais été doté de la tourelle double avant de 150 mm . Capturé par la France après guerre et rebaptisé Marceau (D601). Démantelé en 1958.                                                                                                 |
| Z 32 | 1er novembre 1940  | 15 septembre 1942 | Endommagé par les destroyers canadiens NCSM Haida et HMCS Huron le 9 juin 1944 lors de la bataille d'Ouessant et échoué. Détruit par des attaques aériennes au large de l'Île de Batz.                                                         |
| Z 33 | 22 décembre 1940   | 6 février 1943    | Pris par l'Union soviétique après la guerre et rebaptisé Provorny (Проворный). Coulé comme navire-cible en 1961. |
| Z 34 | 15 janvier 1941    | 5 juin 1943       | Pris par les États-Unis après la guerre. Sabordé en raison de son mauvais état par l'US Navy le 26 mars 1946, près de Jutland. |
| Z 37 | janvier 1940       | 16 juillet 1942   | Collision avec destroyer Z 32 le 1er janvier 1944 et gravement endommagé. Désarmé le 24 août et sabordé le même jour à Bordeaux. Démantelé en 1949.                                                                                            |
| Z 38 | avril 1940         | 20 mars 1943      | Pris par la Grande-Bretagne après la guerre et rebaptisé Nonsuch. Utilisé pour tester les effets des explosions sous-marines. Contrairement aux attentes, il s'est brisé en deux lors du premier test et a été abandonné entre 1949 et 1950.   |
| Z 39 | août 1940          | 21 août 1943      | Pris par la Grande-Bretagne après la guerre et donné aux États-Unis. Rebaptisé DD-939 et utilisé pour les essais. Donné la France en 1947 pour fournir des pièces de rechange pour les autres navires allemands en service. Démantelé en 1964. |